# Matka Boska z Dzieciątkiem z Plévin
Matka Boska z Dzieciątkiem z Plévin (Vierge à l’Enfant de Plévin) – znana jako Notre-Dame de Délivrance. Rzeźba stworzona w XVI wieku przez nieznanego autora. Znajdowała się w kaplicy Saint-Abibon w Plévin (została przeniesiona do Kościoła Notre-Dame w Plévin), gminie w departamencie Côtes-d’Armor, w Bretanii we Francji. Od 24 marca 1976 roku posiada status monument historique, w kategorii classé MH (zabytek o znaczeniu krajowym PM22002384).

## Opis
Rzeźba jest dziełem nieznanego rzeźbiarza. Została stworzona w XVI wieku. Wykonana jest z polichromowanego drewna. Figura Matki Boskiej jest ubrana i ukoronowana. Siedzi i trzyma Jezusa na lewym ramieniu. Dzieciątko ubrane w długą tunikę sięga lewą ręką po jabłko podawane przez matkę.
Figura ma 105 cm wysokości.